# Vanden Plas (band)
Vanden Plas is een progressieve metalband uit het Duitse Kaiserslautern en is opgericht in de jaren tachtig. In 1991 hebben ze het nummer Keep On Running opgenomen als strijdlied voor de voetbalclub FC Kaiserslautern.
In 1994 herhaalden ze dat nog een keer met het nummer Das ist für euch.
Alle bandleden werkten mee aan theaterproducties en rockmusicals als Jesus Christ Superstar, The Rocky Horror Picture Show, Little Shop of Horrors en Evita.
In 2004 bracht zanger Andy Kuntz een ambitieus soloproject uit onder de naam Abydos. Een musical gebaseerd op Kuntz' soloproject ging op 2 februari 2006 in première in het Pfalztheater in Kaiserslautern.
Op 31 maart 2006 bracht de band een conceptalbum met de titel Christ 0 uit, gebaseerd op het boek De graaf van Monte-Cristo van Alexandre Dumas.